# Stordrevdagssjön
Stordrevdagssjön, även Stordrevdagen, är en sjö i Älvdalens kommun i Dalarna och ingår i Dalälvens huvudavrinningsområde. Sjön har en area på 1,02 kvadratkilometer och ligger 705,1 meter över havet. Sjön avvattnas av vattendraget Borgan. Vid sjön ligger byn Drevdagen.

## Delavrinningsområde
Stordrevdagssjön ingår i det delavrinningsområde (685458-131991) som SMHI kallar för Utloppet av Stordrevdagssjön. Medelhöjden är 720 meter över havet och ytan är 5,56 kvadratkilometer. Räknas de 16 avrinningsområdena uppströms in blir den ackumulerade arean 135,23 kvadratkilometer. Borgan som avvattnar avrinningsområdet har biflödesordning 2, vilket innebär att vattnet flödar genom totalt 2 vattendrag innan det når havet efter 506 kilometer. Avrinningsområdet består mestadels av skog (57 procent) och sankmarker (11 procent). Avrinningsområdet har 1 kvadratkilometer vattenytor vilket ger det en sjöprocent på 18 procent. Bebyggelsen i området täcker en yta av 0,41 kvadratkilometer eller 7 procent av avrinningsområdet.